# Ники Панета
Ники Панета (грч. Νίκη Πανέτα; Илион, Атина Грчка; 21. април 1986) је грчка атлетичарка која се такмичи у троскоку.

## Значајнији резултати
| Год.  | Такмичење                                | Место                        | Пласман | Резултат | Детаљи                                      |
| Грчка | Грчка                                    | Грчка                        | Грчка   | Грчка    | Грчка                                       |
| ----- | ---------------------------------------- | ---------------------------- | ------- | -------- | ------------------------------------------- |
| 2007  | Европско првенство за млађе сениоре У-23 | Дебрецин, Мађарска           | 6       | 13,71    |                                             |
| 2011  | Светско првенство                        | Тегу, Јужна Кореја           | 20      | 13,97 м  |                                             |
| 2012  | Светско првенство у дворани              | Истанбул, Турска             | 11      | 13,98 м  |                                             |
| 2012  | Европско првенство                       | Хелсинки, Финска             | 6       | 14,23 м  | Архивирано на веб-сајту (3. септембар 2014) |
| 2012  | Олимпијске игре                          | Лондон, Уједињено Краљевство | 24      | 13,66 м  |                                             |
| 2013  | Европско првенство у дворани             | Гетеборг, Шведска            | 13      | 13,55 м  |                                             |
| 2013  | Медитеранске игре                        | Мерсин, Турска               | 6       | 13.69 m  |                                             |
| 2013  | Светско првенство                        | Москва, Русија               | 15      | 13,69 м  |                                             |

## Лични рекорди
| Дисциплина        | Резултат     | Датум             | Место |
| ----------------- | ------------ | ----------------- | ----- |
| троскок           | 14,55 (+1,2) | 30. јул 2011.     | Атина |
| троскок (дворана) | 14,47        | 22. фебруар 2012. | Пиреј |